# Kevin Lomónaco
Kevin Joel Lomónaco (ur. 8 stycznia 2002 w Lanús) – argentyński piłkarz występujący na pozycji środkowego obrońcy, od 2024 roku zawodnik Independiente.